# Lukáš Vondráček
Lukáš Vondráček (* 21. října 1986 Opava) je český klavírista žijící v americkém Bostonu.

## Dětství a studium
Narodil se 21. října 1986 do hudební rodiny v Opavě, matka Libuše je korepetitorkou Slezského divadla a otec vyučuje hru na klavír na královéhradecké univerzitě. Má mladší sestru. Byl označován za zázračné dítě, na klavír začal hrát ve dvou letech, již ve čtyřech letech měl své první veřejné vystoupení, kdy v Opavě hrál dětské skladby Schumanna a Čajkovského.
Vystupoval jako sólista se Státní filharmonií Brno či Janáčkovou filharmonií Ostrava. V osmi letech poprvé natáčel pro Českou televizi a Český rozhlas a také zvítězil v soutěži Prague Junior Note. V roce 1995 se jako devítiletý stal absolutním vítězem soutěže Amadeus v Brně pro klavíristy do 11 let a celostátního kola soutěže základních uměleckých škol v Liberci. O rok později vyhrál mezinárodní klavírní soutěž v Košicích. Koncem roku 1998 vystoupil se čtyřmi recitály v Německu, na začátku ledna 1999 koncertoval v Polsku a v druhé polovině téhož roku absolvoval měsíční turné v Británii a USA.
Ministerstvo školství mu neumožnilo nastoupit ke studiu konzervatoře v sedmi letech, základní školu tedy absolvoval s individuálním plánem, vedle klavíru se věnoval studiu angličtiny a němčiny. Ve třinácti letech už díky rektorské výjimce začal studovat hudební obor na pedagogické fakultě Ostravské univerzity. Dále studoval na vídeňské konzervatoři pod vedením Petera Barcaby a na akademii v Katovicích ve třídě Andrzeje Jasinského. V roce 2012 pod vedením Hung-Kuan Chena absolvoval New England Conservatory v Bostonu, kde také žije.

## Další kariéra
První CD s nahrávkami Lukáše Vondráčka vyšlo v jeho 11 letech. V roce 2002 debutoval jako patnáctiletý s Českou filharmonií na koncertě v pražském Rudolfinu pod vedením dirigenta Vladimira Ashkenazyho. Ten mu také dával soukromé lekce a výrazně jeho kariéru ovlivnil. Prohlásil o něm, že „takový klavírista se rodí jednou za třicet let“. V roce 2003 Vondráček vyrazil na americké turné, při němž vystoupil v newyorské Carnegie Hall. V roce 2004 mu u společnosti Octavia Records vyšla první komerční nahrávka se skladbami Felixe Mendelssohna-Bartholdyho, Franze Liszta, Leoše Janáčka a Ernő Dohnányiho.
V roce 2009 získal cenu poroty v mezinárodní soutěži Vana Cliburna v Texasu. V březnu 2010 zvítězil v americké soutěži Hilton Head International Piano Competition a v roce 2012 získal současně první cenu, velkou cenu i čtyři speciální ceny v mezinárodní klavírní soutěži UNISA Vodacom v jihoafrické Pretorii.
V květnu 2016 se Vondráček stal vítězem prestižní klavírní soutěže královny Alžběty (Concours musical international Reine Élisabeth de Belgique) v belgickém hlavním městě Bruselu. 16. října 2016 vysílala německo-francouzská televizní stanice Arte Vondráčkovu interpretaci Klavírního koncertu č. 3 Ludwiga van Beethovena.